# 서소문성지 역사박물관
서소문성지 역사박물관(Seosomun Shrine History Museum)은 서소문 밖 네거리 터에 세워진 조선 시대  박해로 처형된 천주교인을 기리기 위해 세워진 박물관이다. 2019년 6월 1일 개관하였다. 박물관은 지하에 건설되어 있으며, 지상에는 서소문 역사공원이 조성되어 있다.
서소문 밖 네거리는 조선 시대의 공식적 참형장으로서, 정조 사후 천주교도의 처형이 주로 이루어졌다. 실제로 1801년 신유박해 이래에 이곳에서 순교한 신자들 중 신원이 확인된 이들만 하더라도 100여 명이 된다. 2018년 9월에는 서소문 밖 네거리 순교성지는 이런 역사성을 바탕으로 아시아 최초의 교황청 승인 국제 순례지로 거듭나게 되었다.

## 구조
서소문성지 역사박물관은 지상 1층, 지하 3층으로 이뤄져 있으며 지상에는 서소문 역사공원이 조성되어 있다. 지하 1층에는 뮤지업샵과 도서관 등이 설치되어 있으며, 지하 2층은 기획전시실과 성 정하상 기념경당이, 지하 3층에는 상설전시실과 콘솔레이션 홀이 마련되어 있다.
미사의 경우에도 월요일은 휴관하며, 지하 2층 성 정하상 기념경당에서 오전 11시, 오후 3시에 진행된다. 토요일은 주일 특전 미사가 진행된다.

## 갤러리

### 역사공원
지상(1F)층에 있는 역사공원 사진

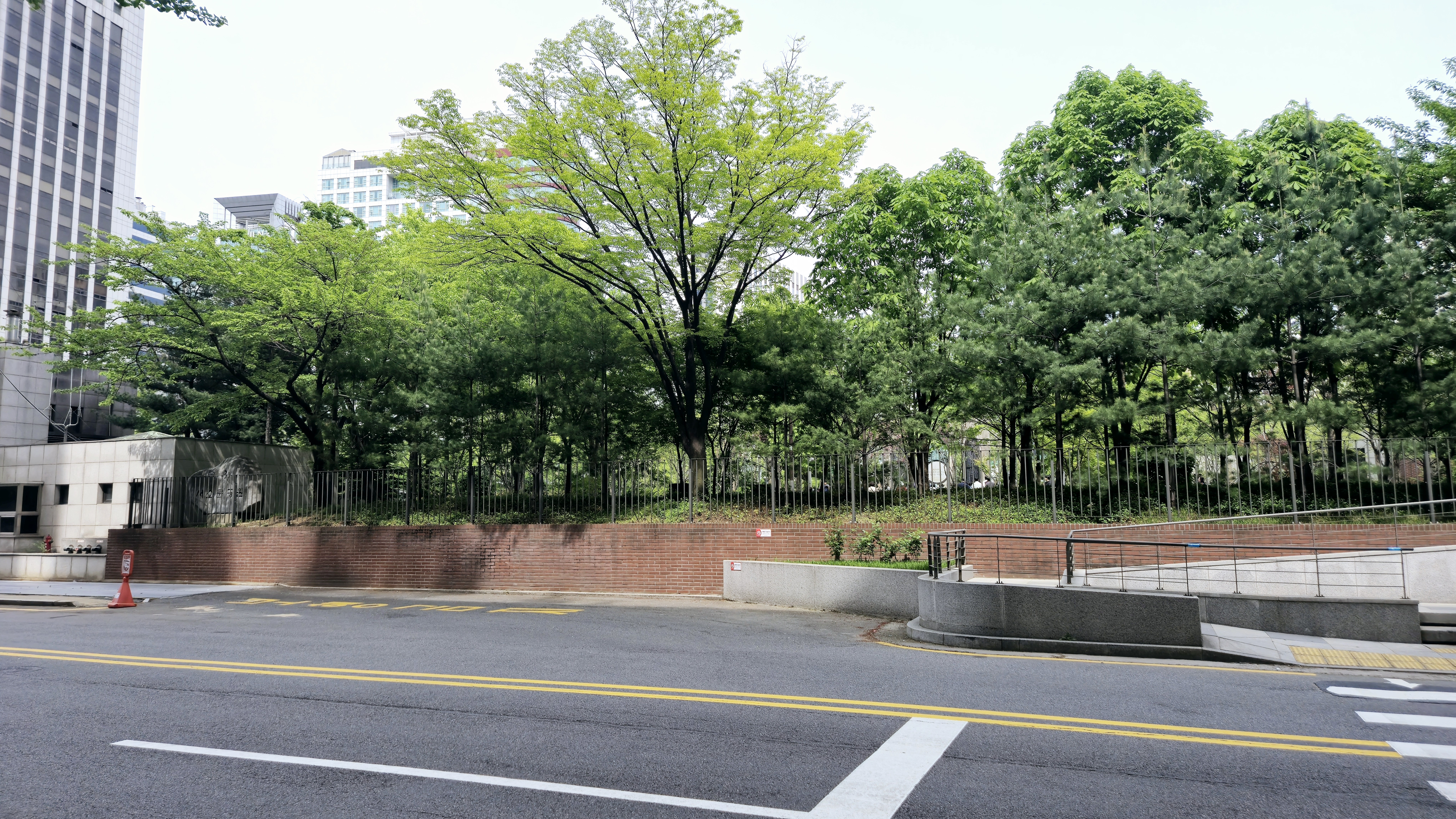
중구 칠패로 5, 서소문성지
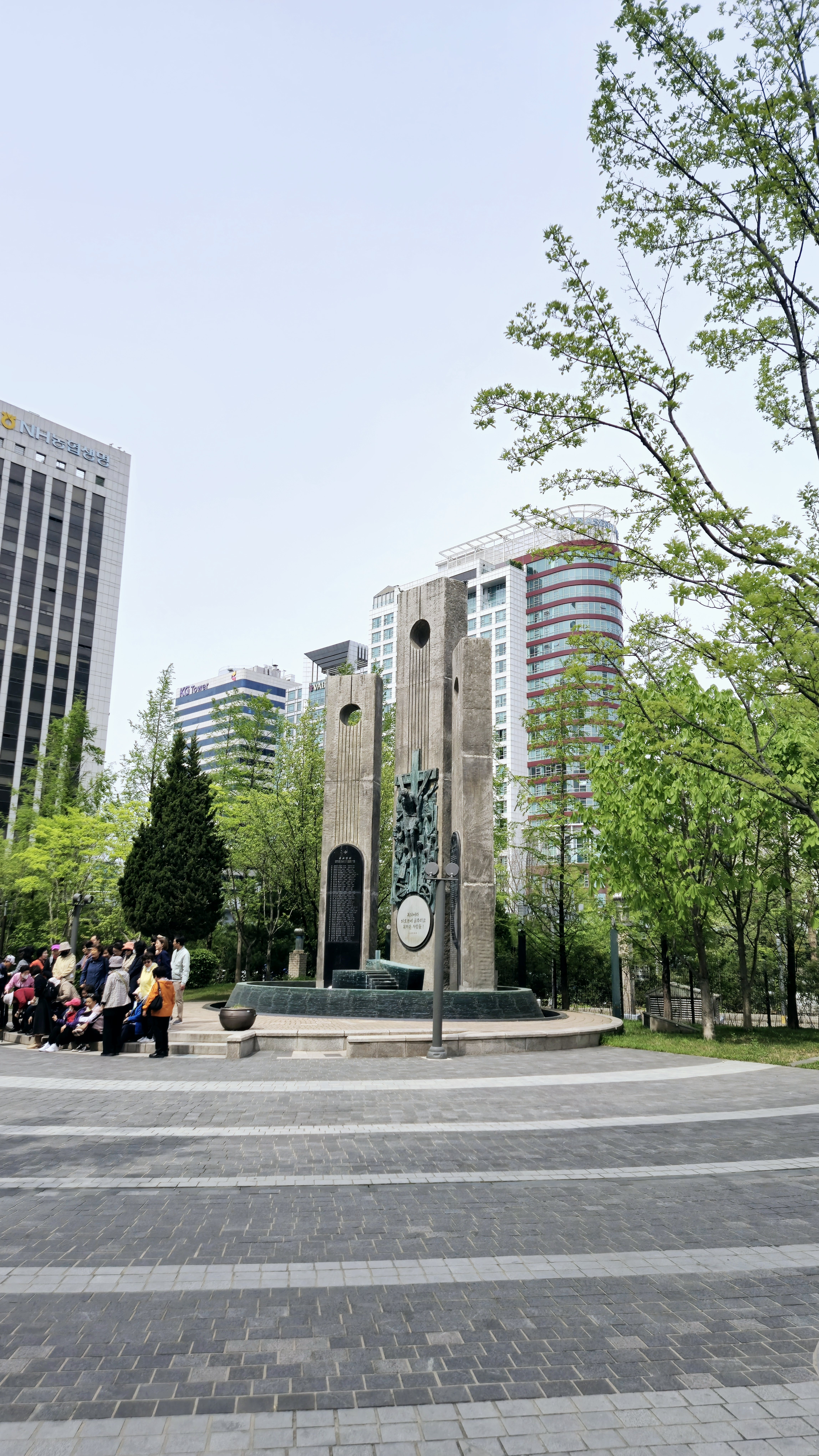
순교자탑(2025년 경)
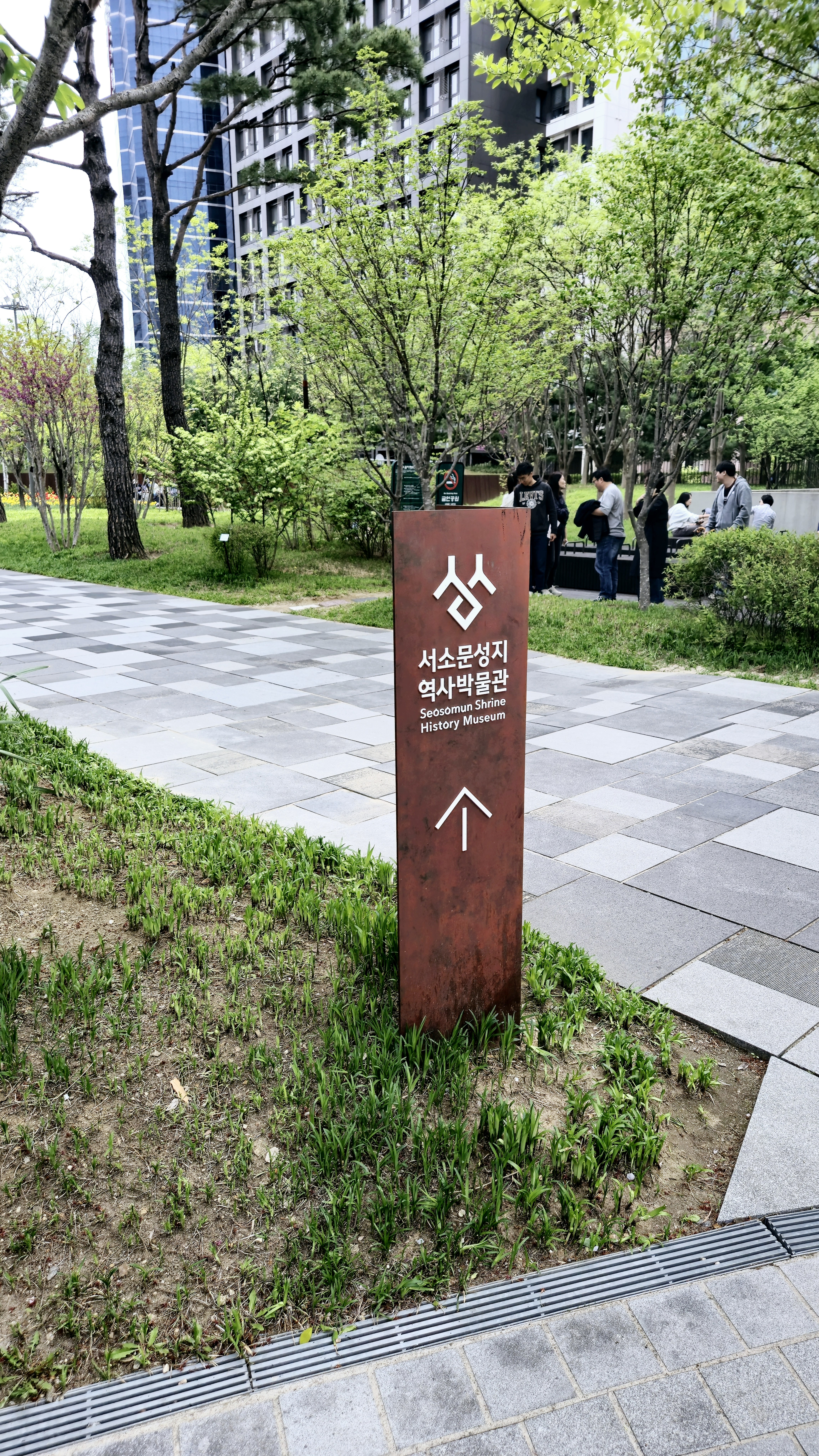
서소문성지 표지판
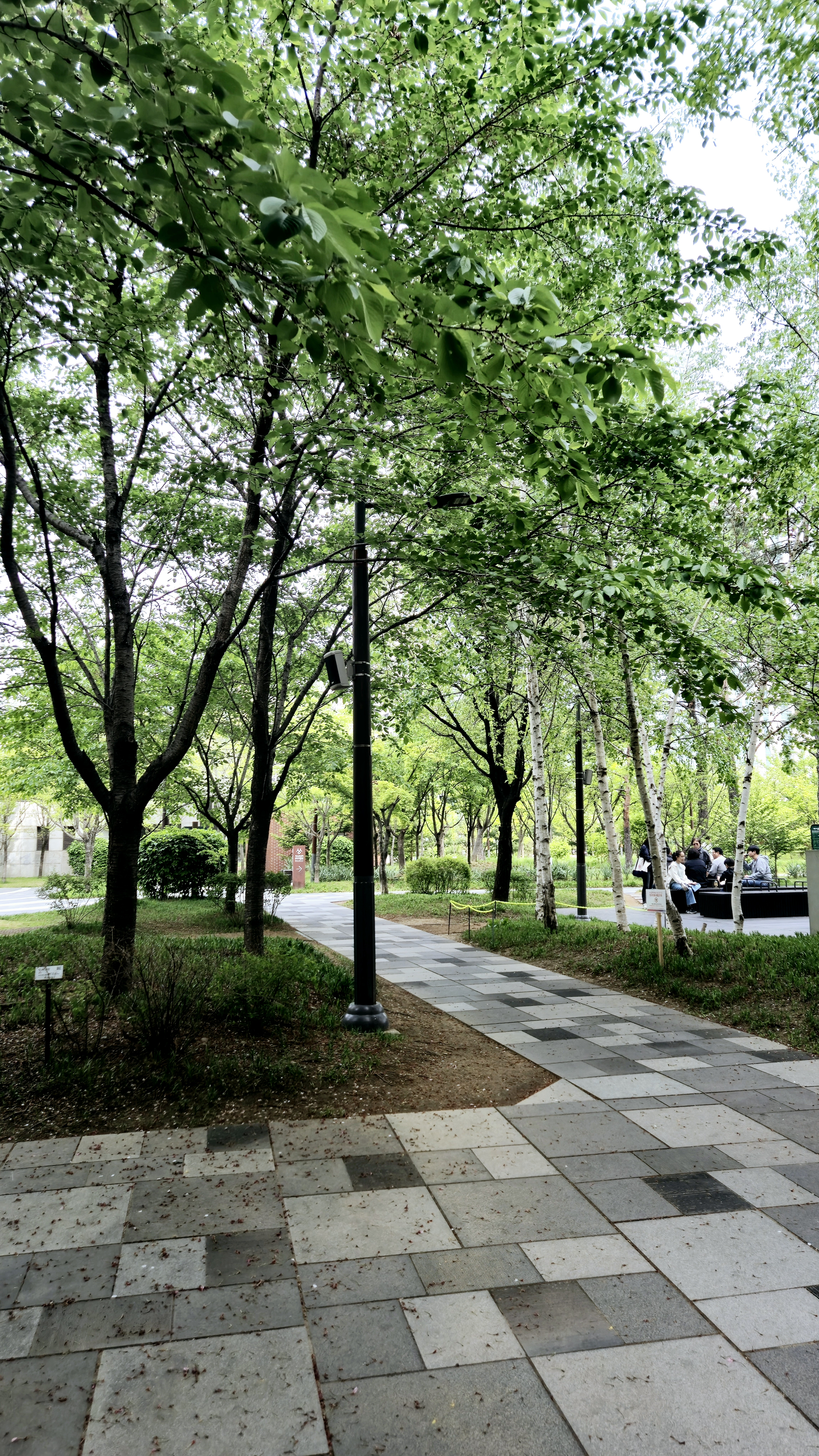
서소문성지의 여름

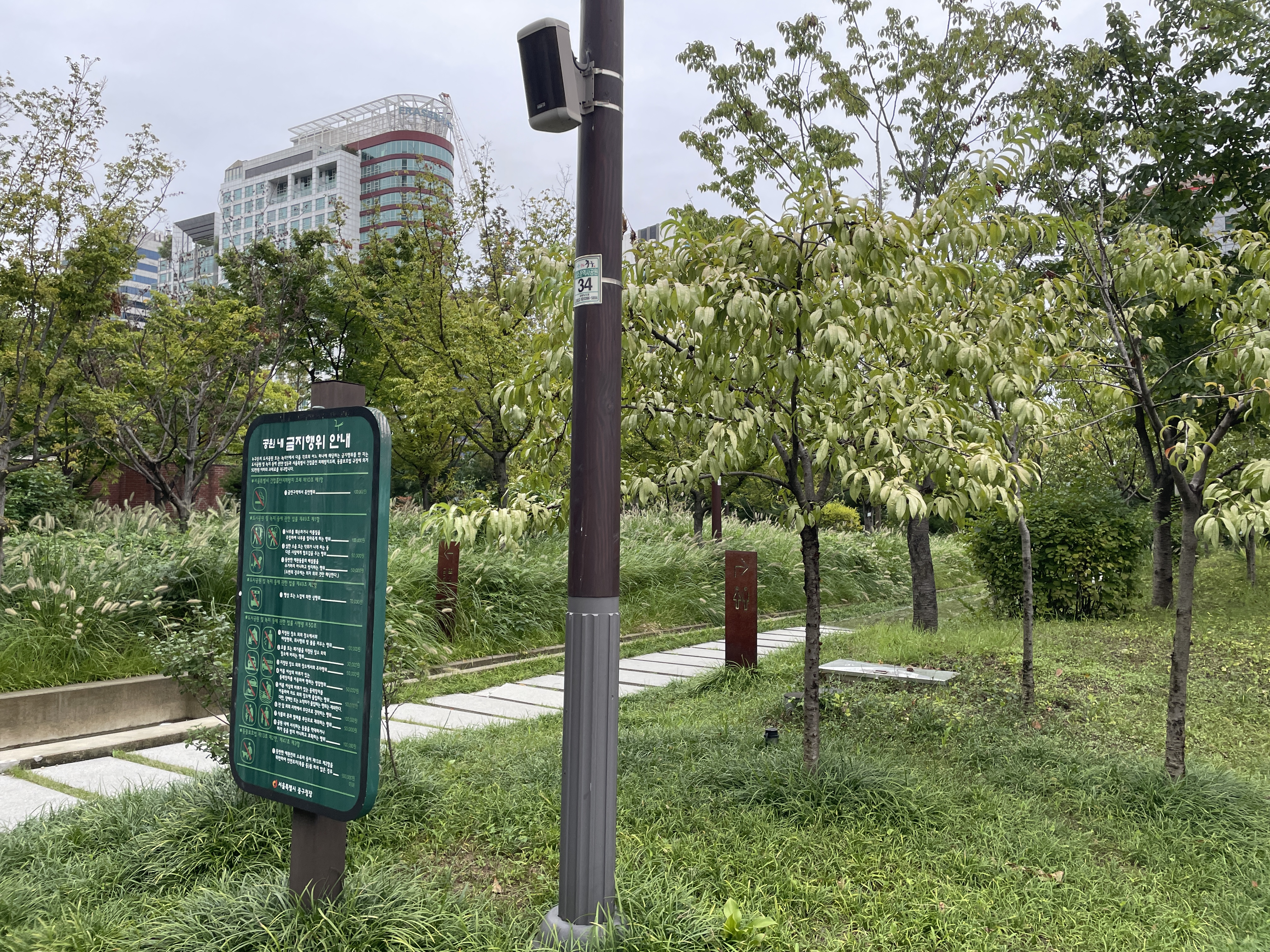
서소문 역사 공원 산책로
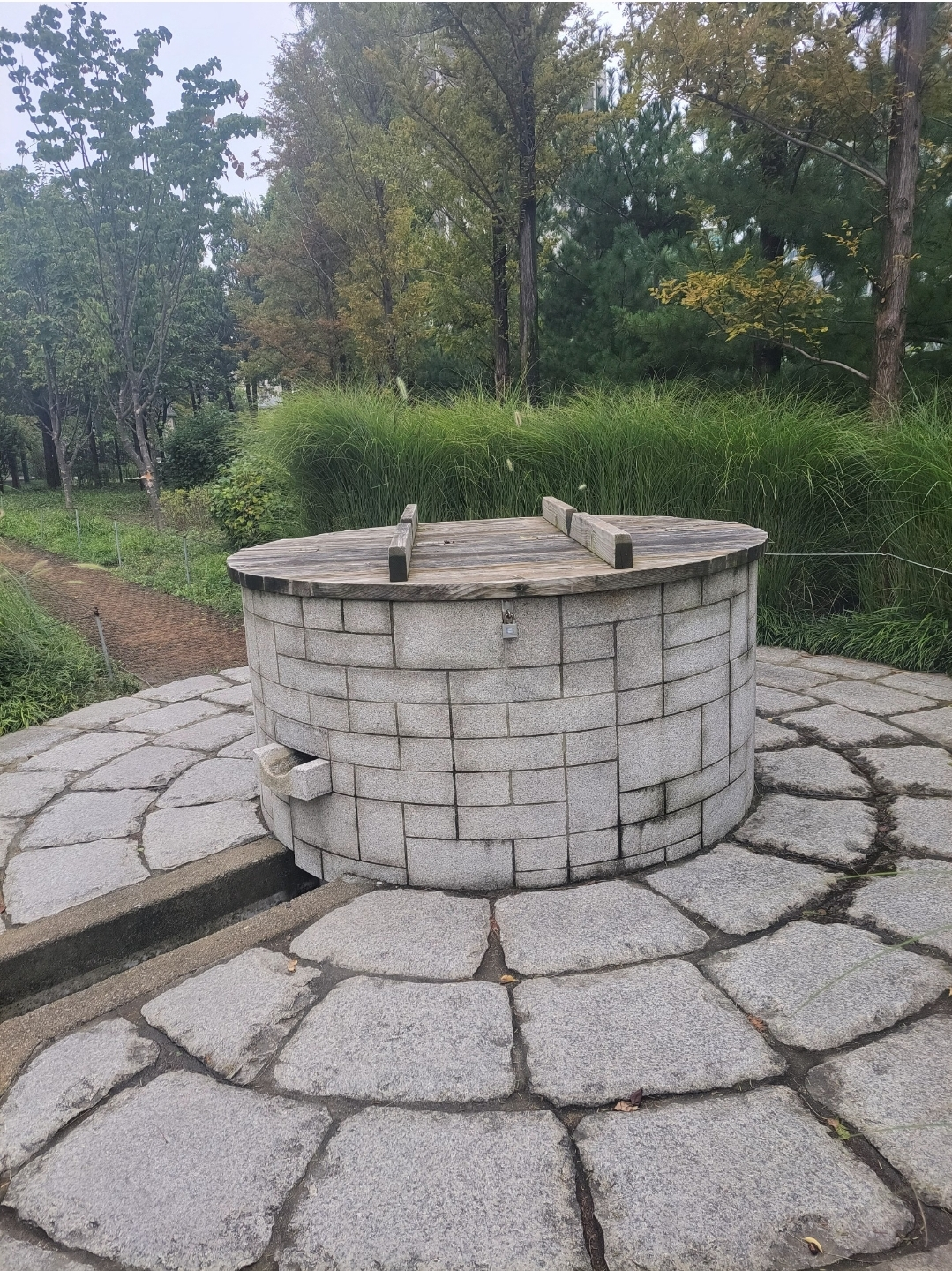
조선시대 국가 공식 처형장소로서의 면모를 확인할 수 있는 뚜께우물 터이다.
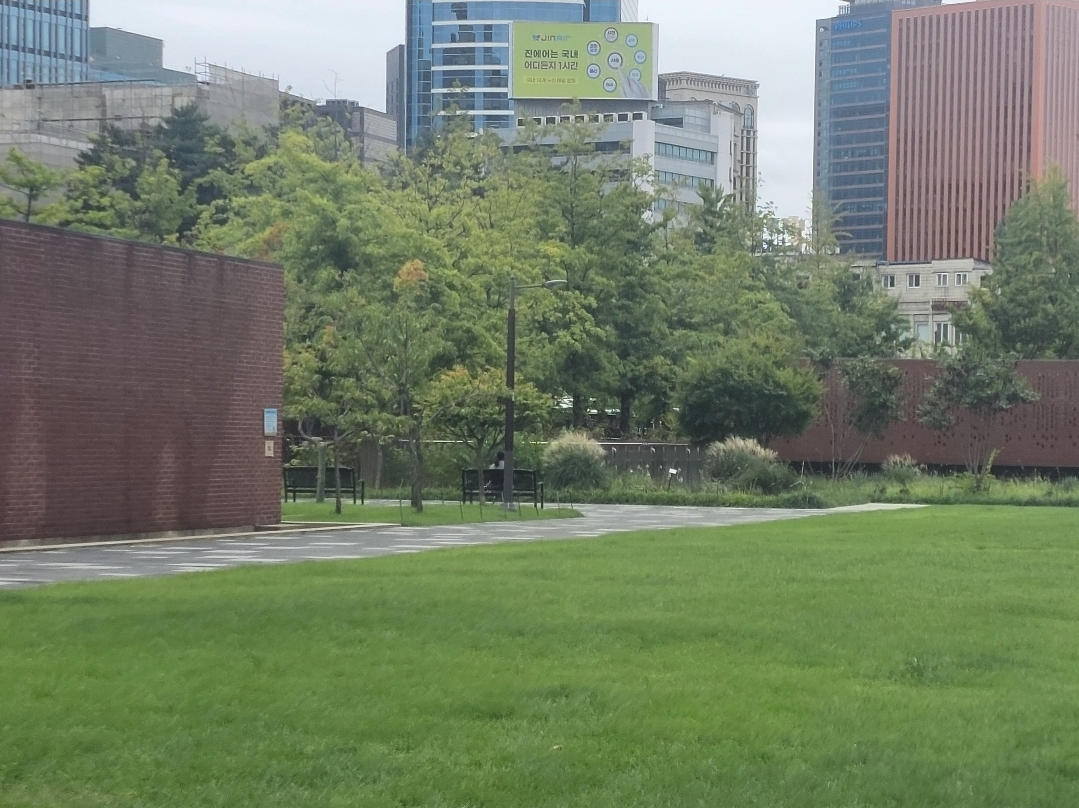
서소문 성지 역사공원
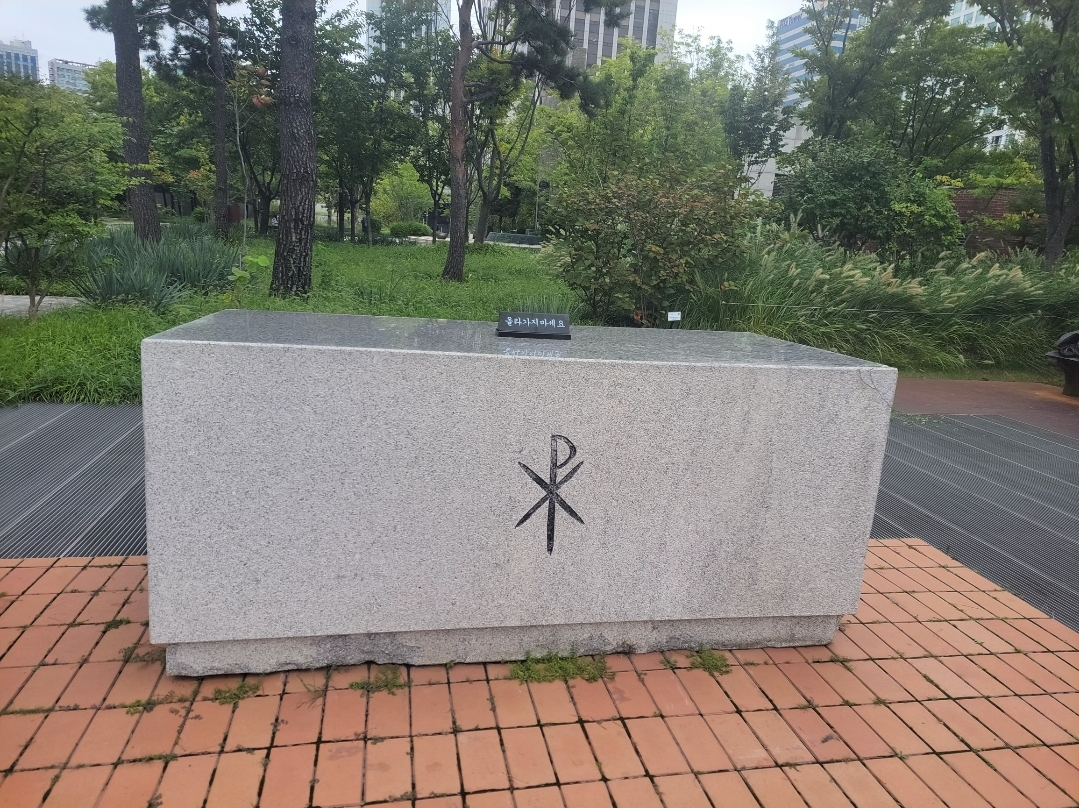
서소문 성지 기념물
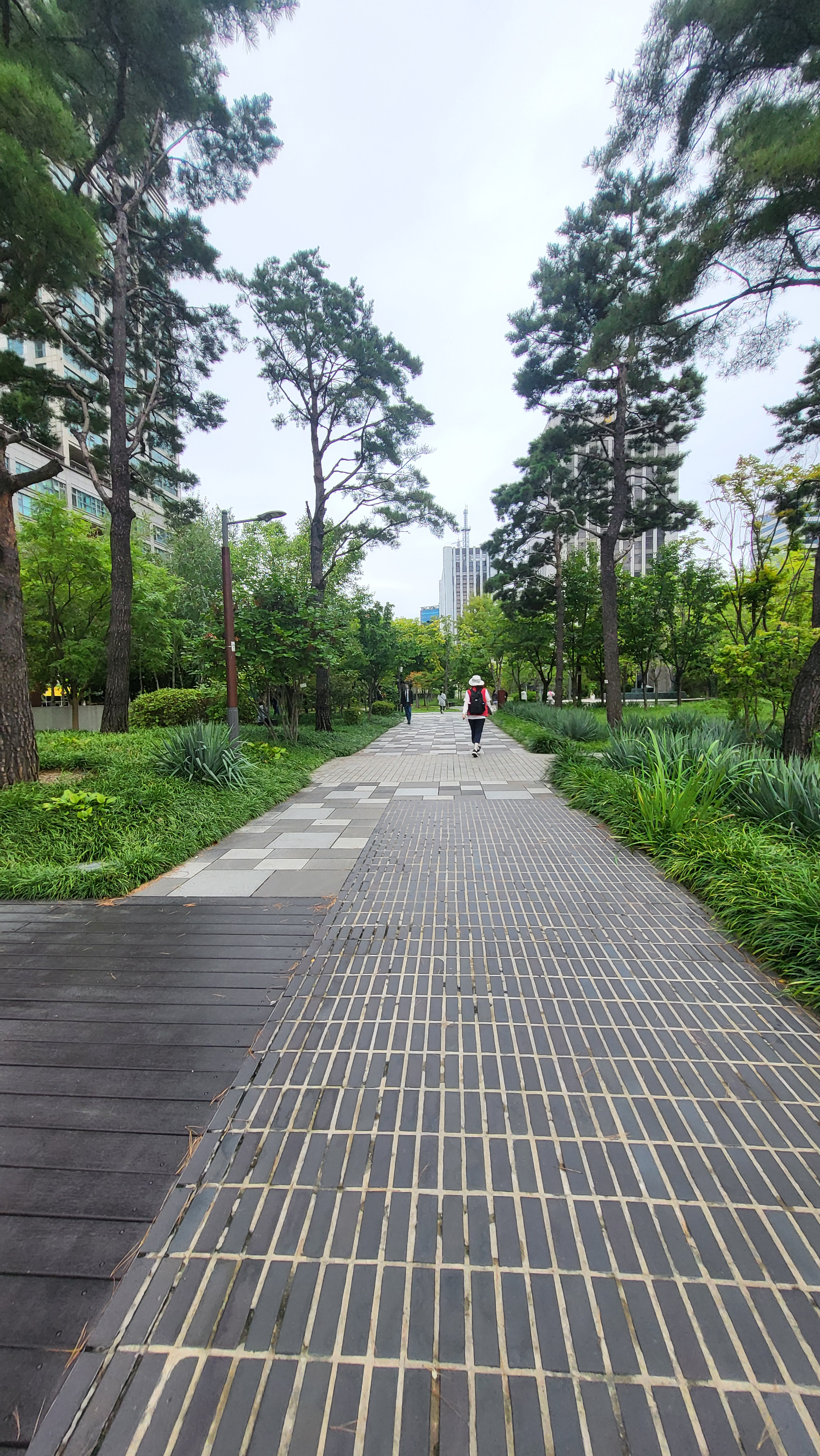
서소문성지 역사박물관 산책로
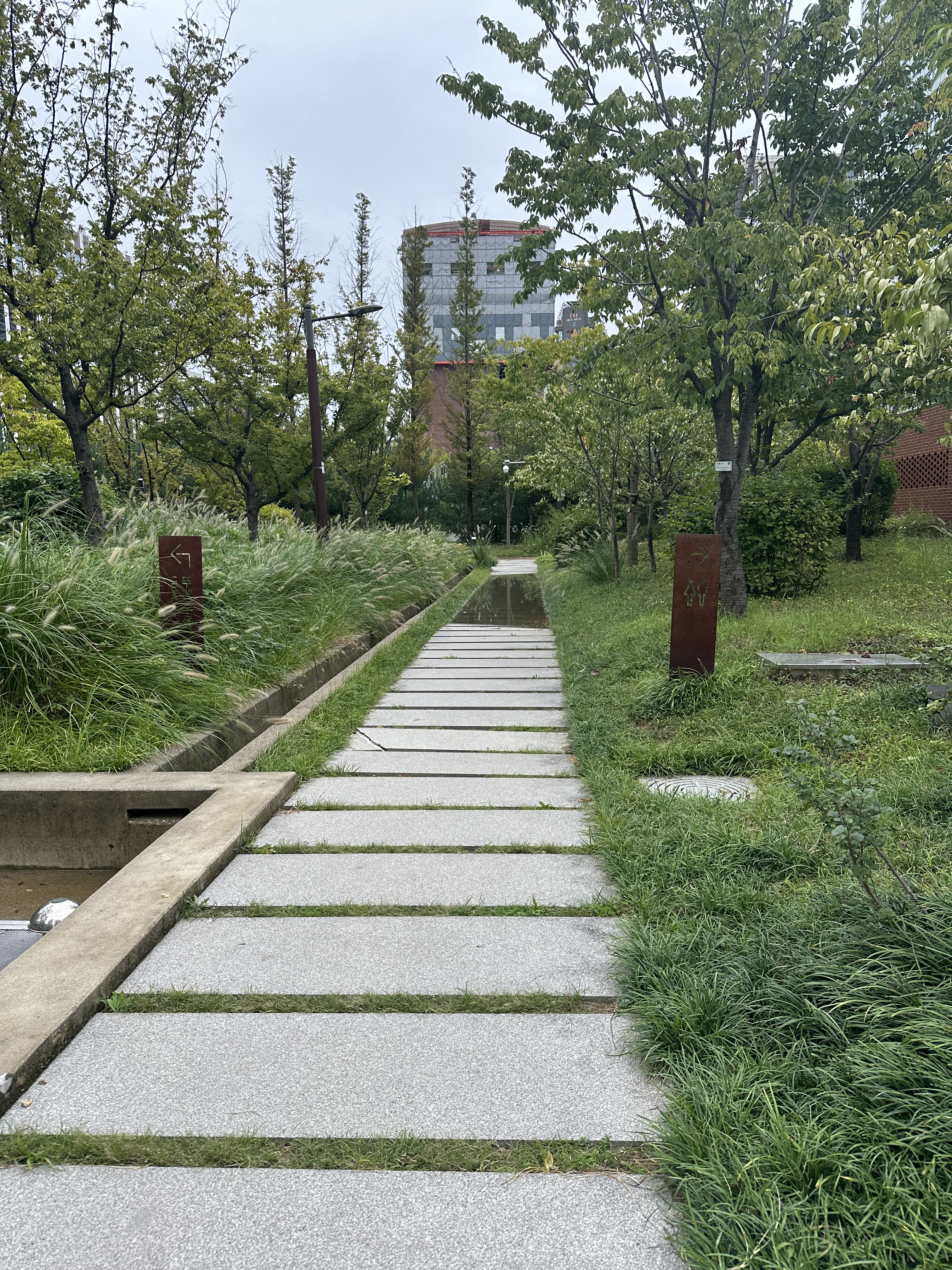
서소문역사공원 산책로
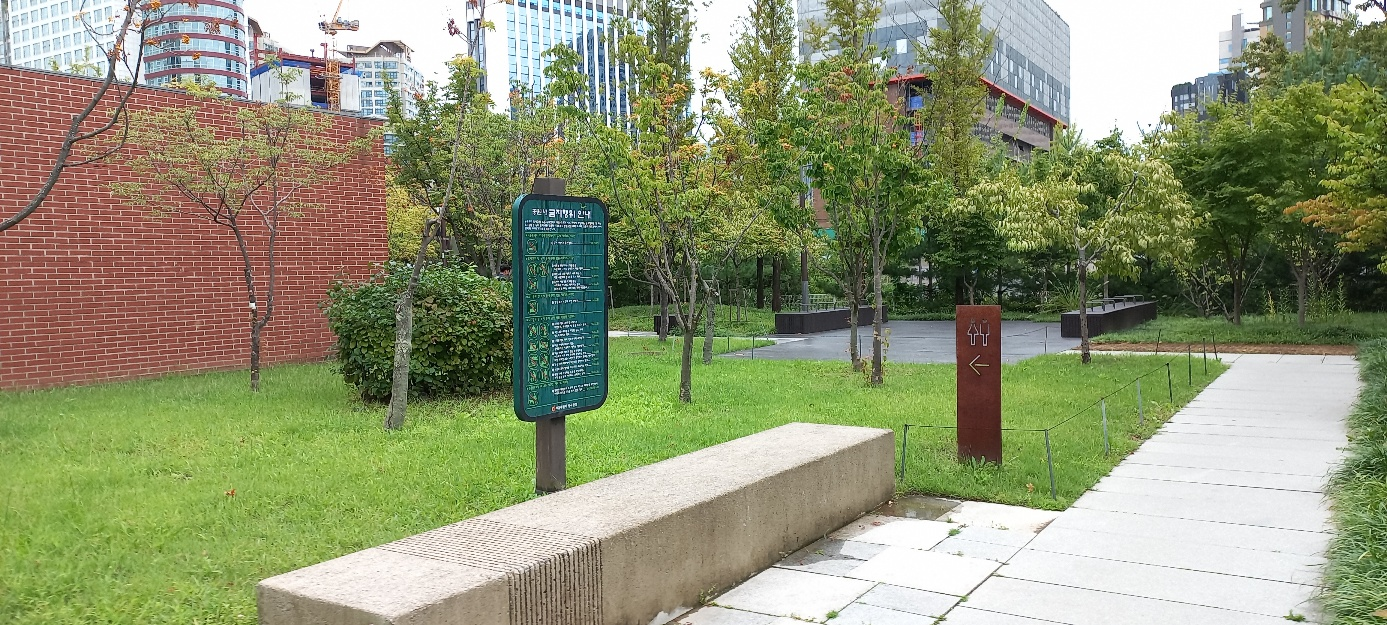
서소문 성지 공원(지상층)

### 박물관

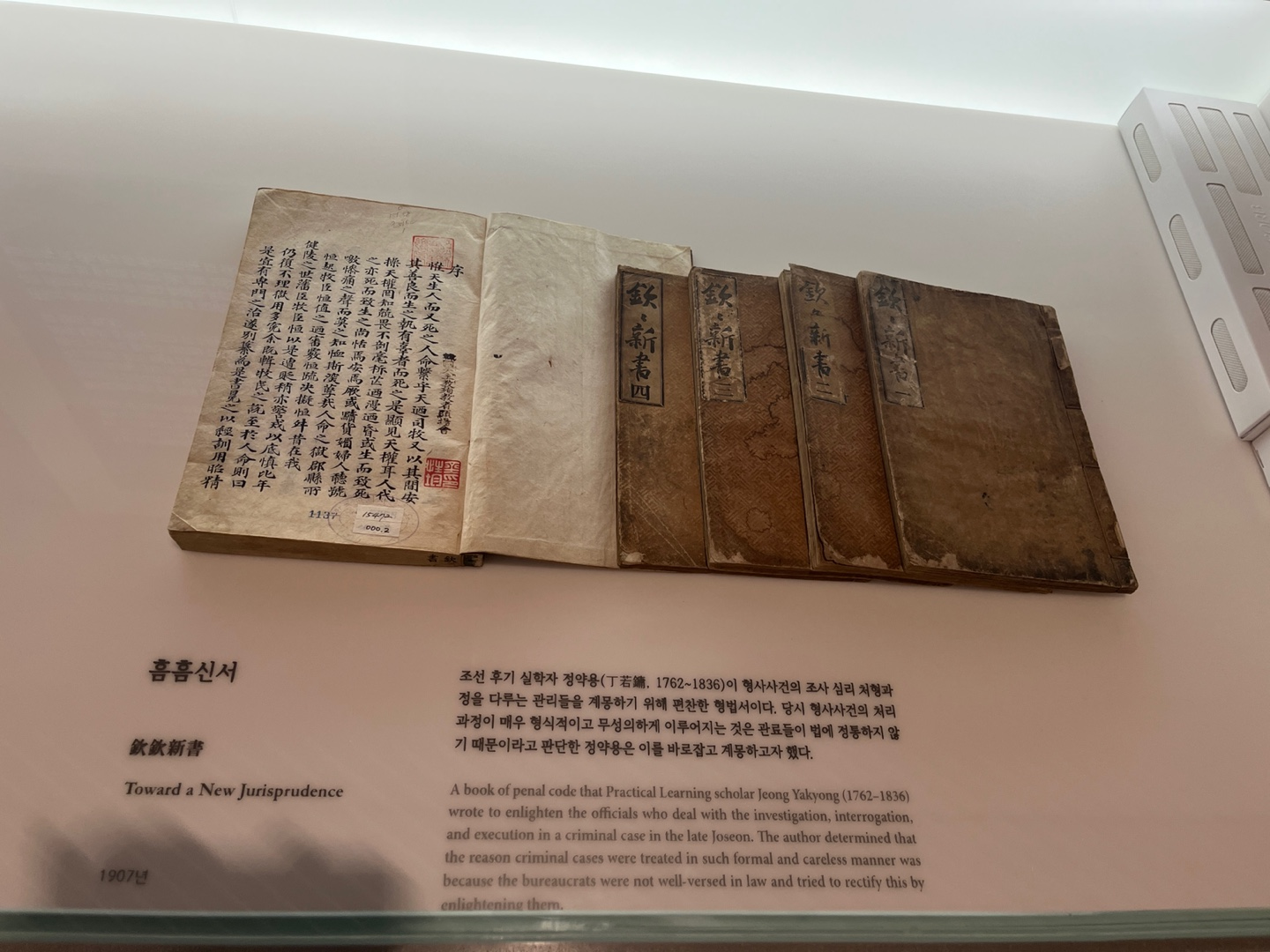
흠흠신서
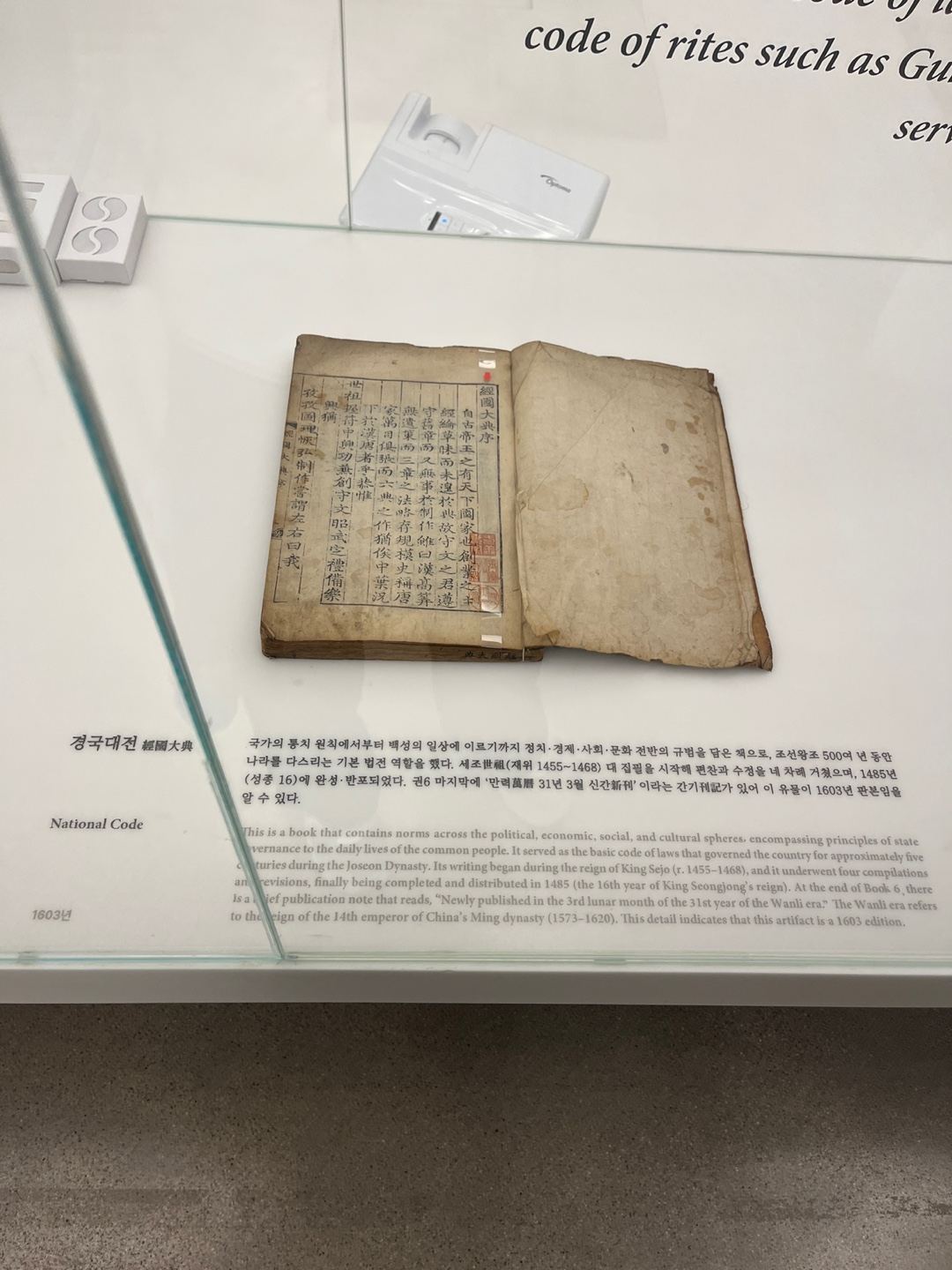
경국대전
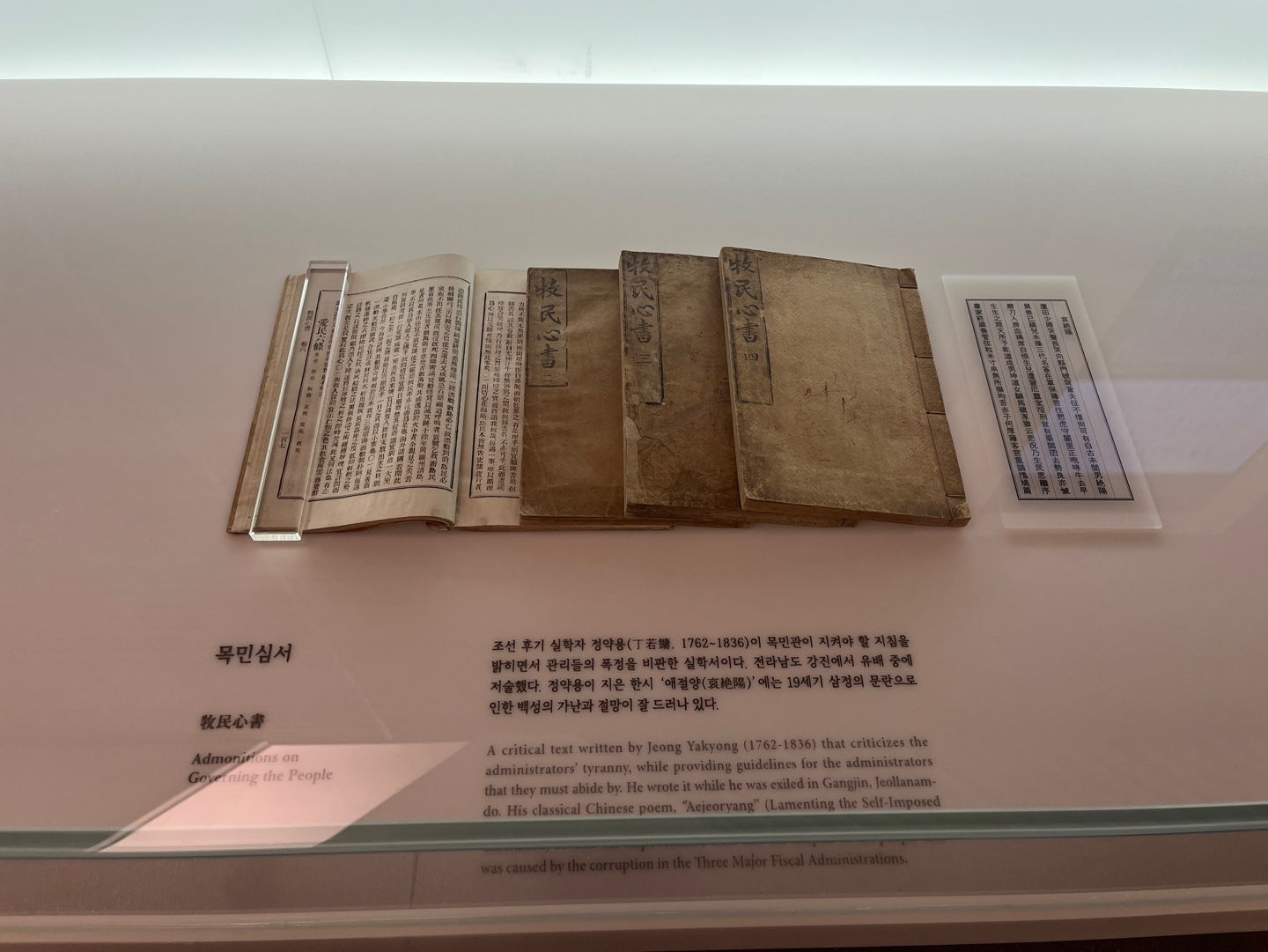
목민심서
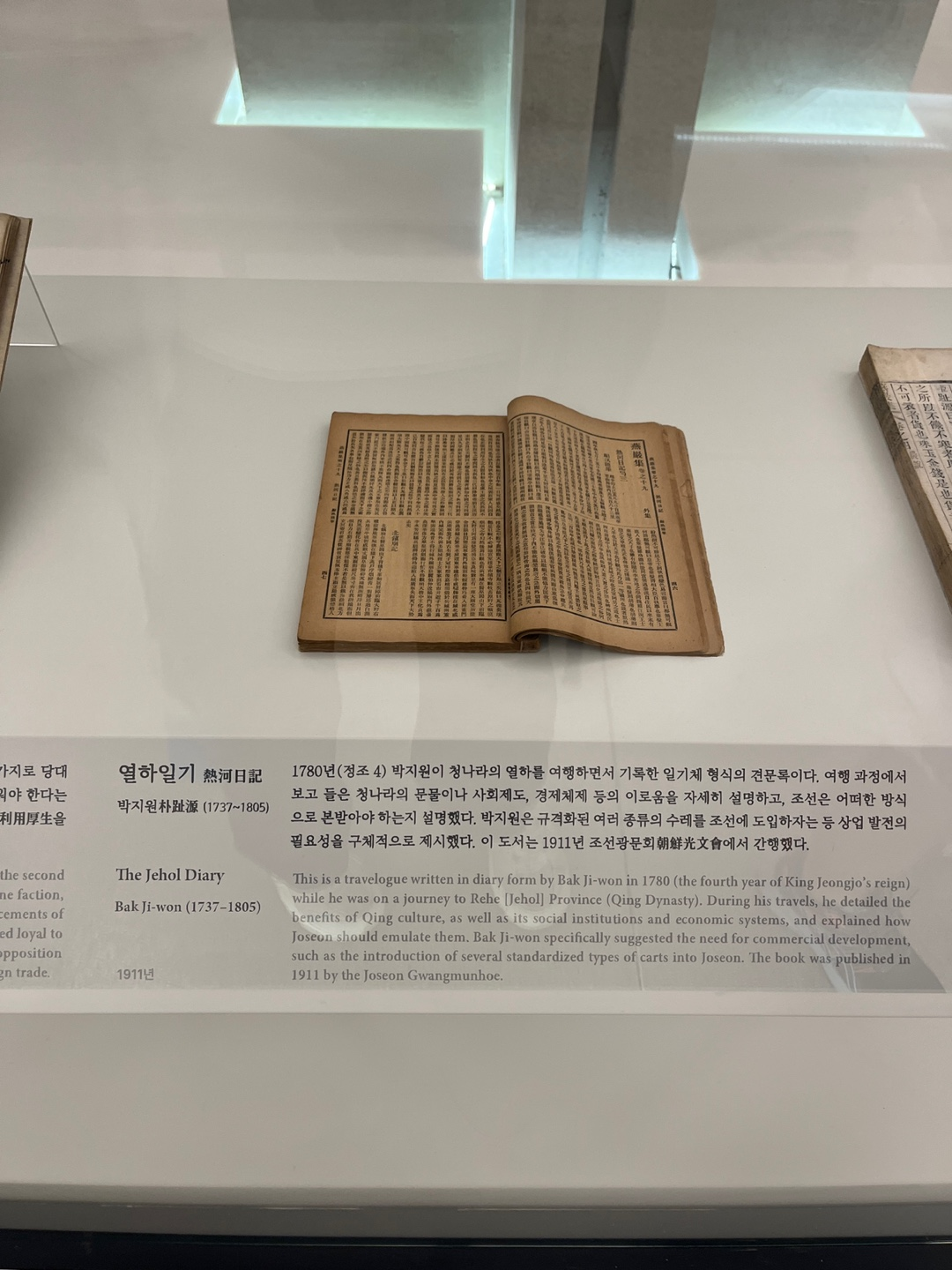
열하일기
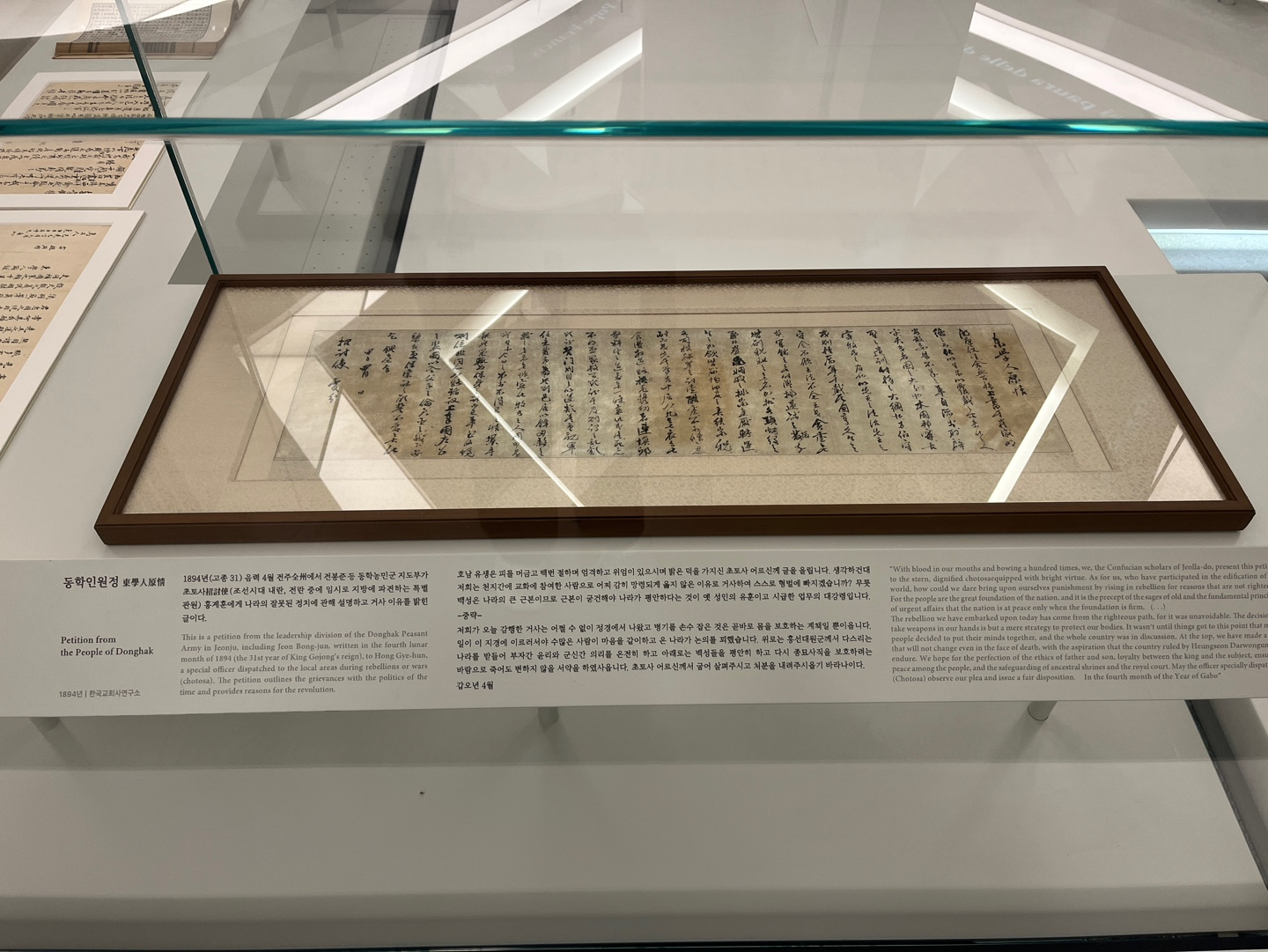
동학인원정
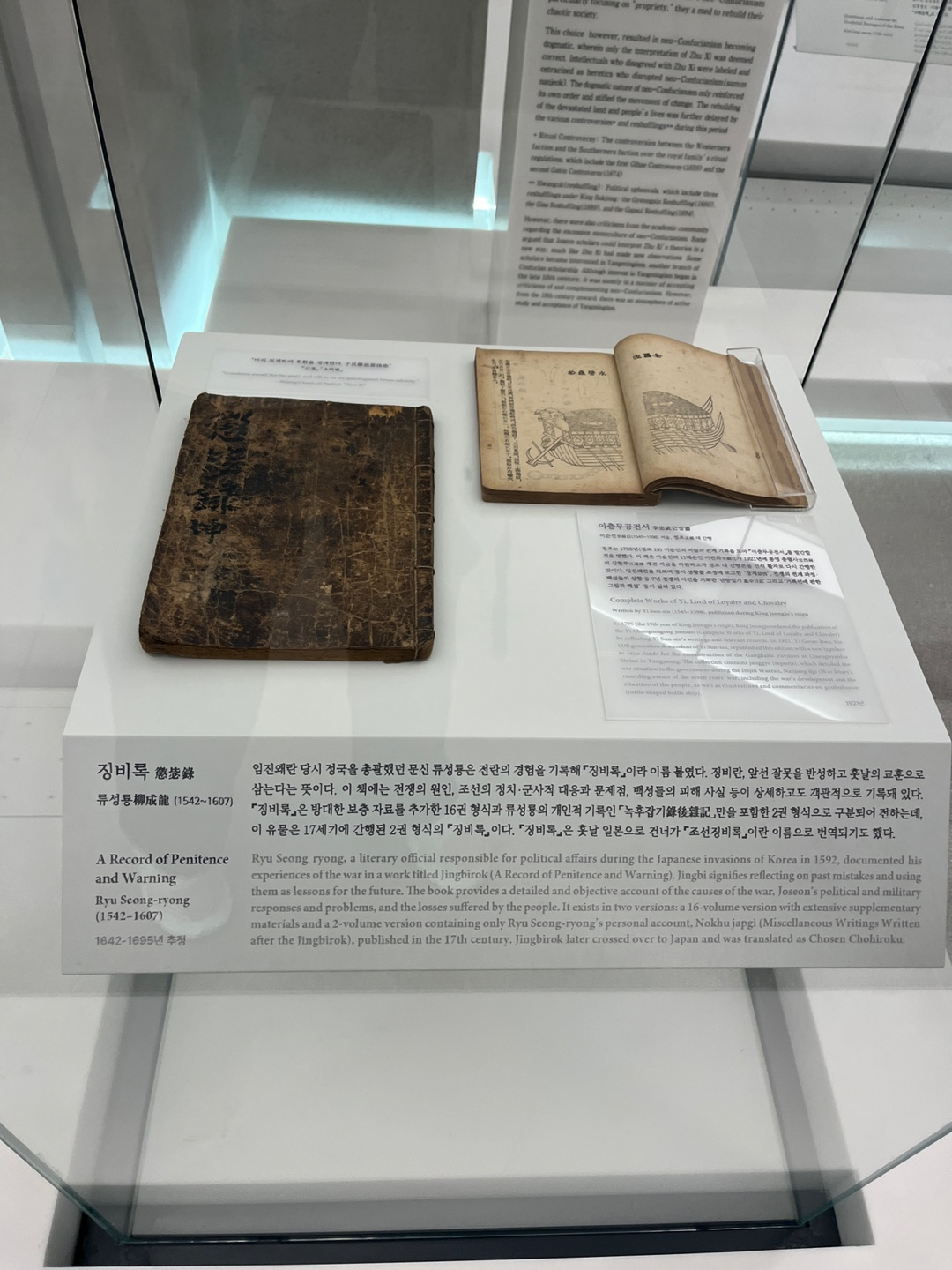
징비록
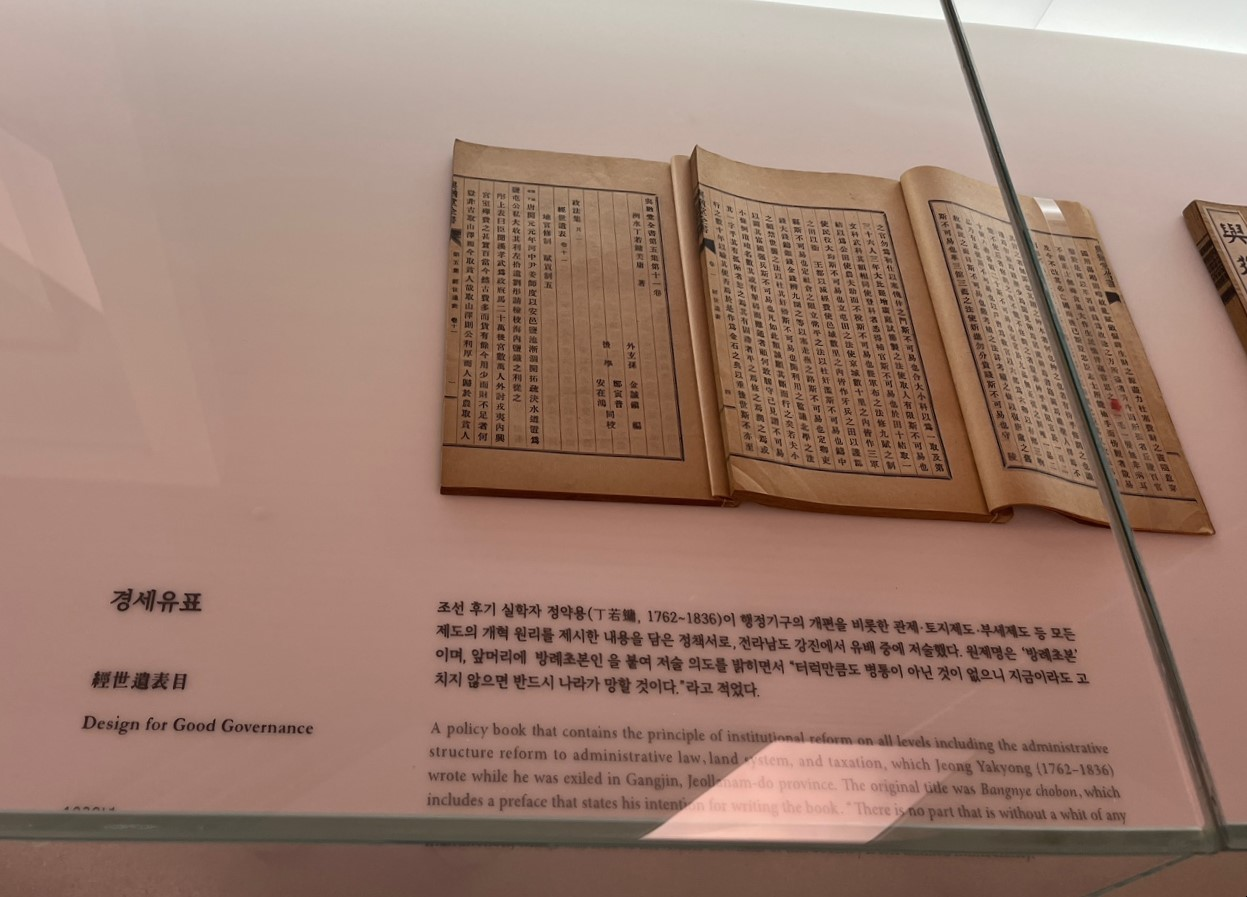
경세유표

### 인근건물

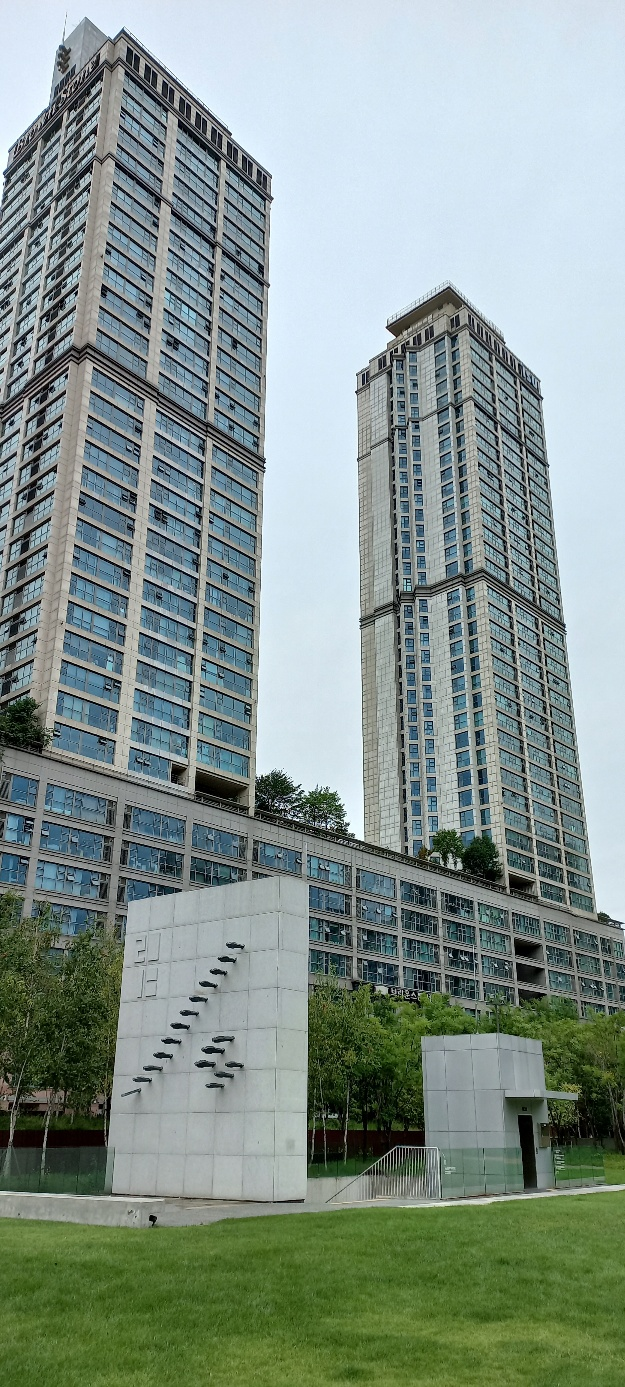
서소문 성지에서 바라본 브라운스톤 서울 건물
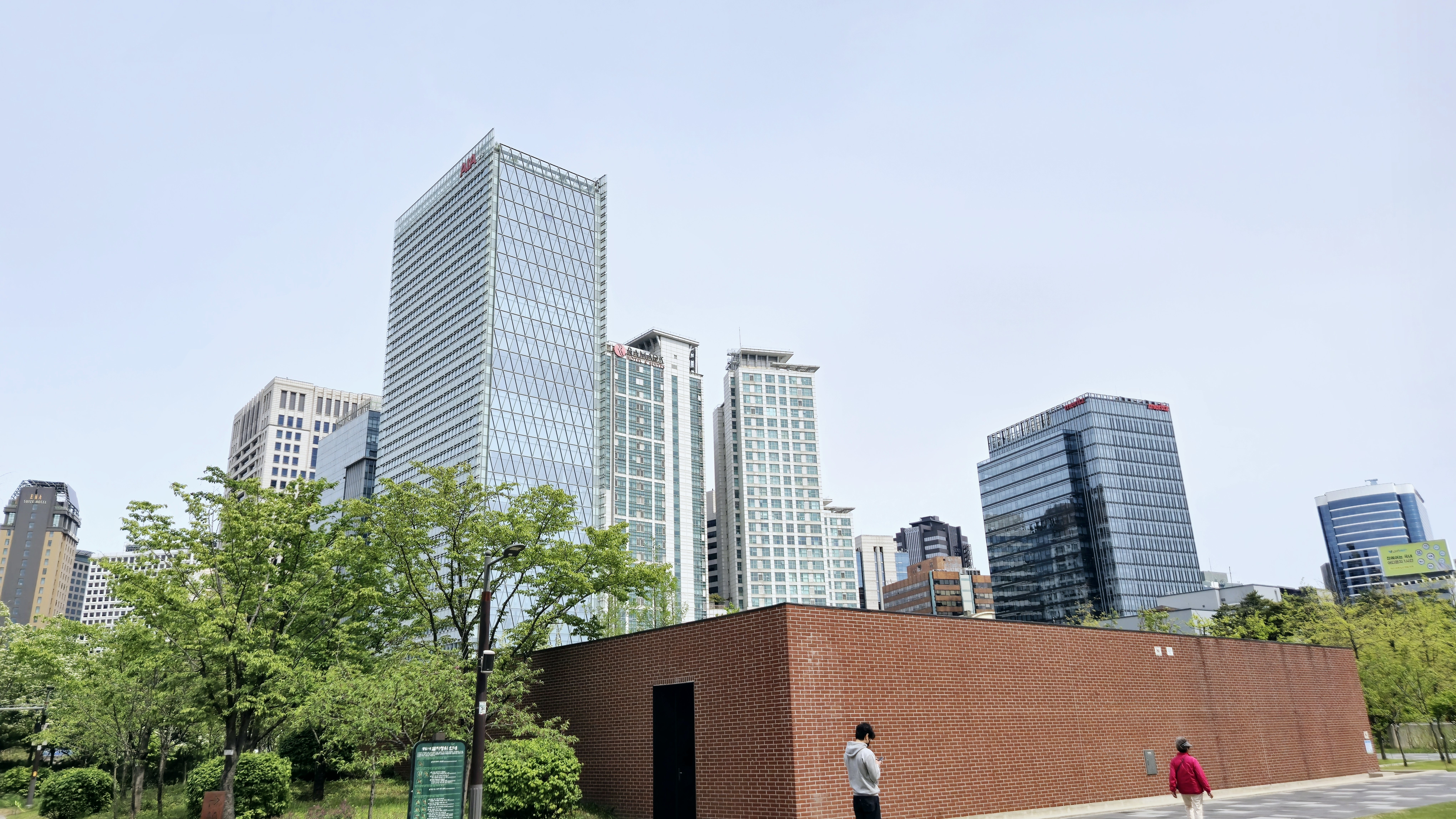
서소문성지 인근 AIA타워
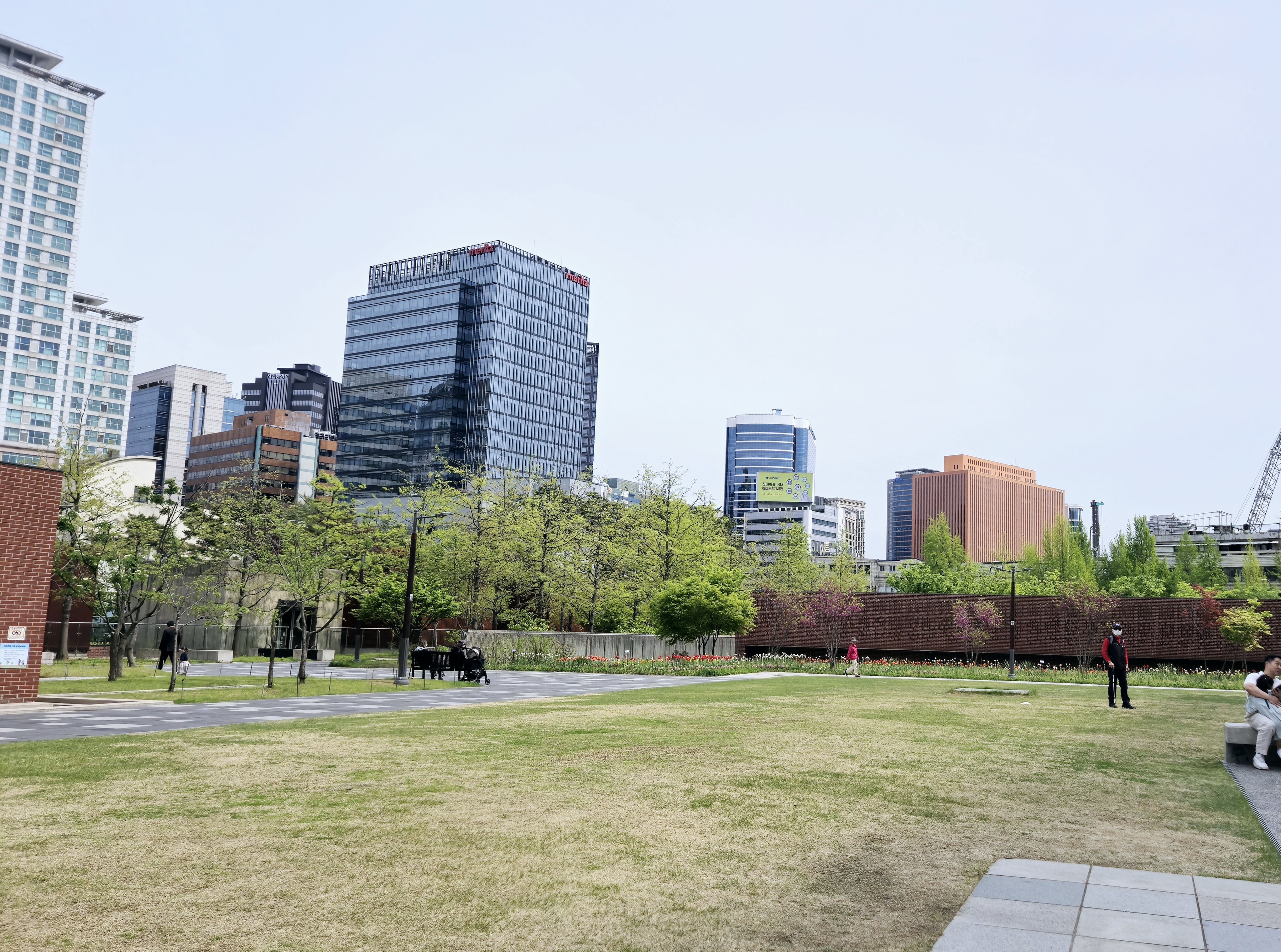
서소문공원 인근 타워 순화동더샵 등